# Morum praeclarum
Morum praeclarum (nomeada, em inglêsː Noble Morum) é uma espécie de molusco gastrópode marinho predador, pertencente à família Harpidae e subfamília Moruminae da subclasse Caenogastropoda, na ordem Neogastropoda (no passado entre os Cassidae). Foi classificada por Melvill, em 1919, no texto "The rediscovery of Morum praeclarum Melvill (Cassidae)"; publicado por R. N. Kilburn em 1975, na obra The Nautilus. 89(2), páginas 49-50. É nativa de águas profundas do sudoeste do oceano Índico, em recifes de coral e bentos de cascalho de conchas, na zona nerítica de KwaZulu-Natal, África do Sul, até o Moçambique, na África Oriental.

A espécie M. praeclarum se distribui por uma região entre a costa de Moçambique (no mapa) e África do Sul; no sudoeste do oceano Índico.

## Descrição da concha
Concha cônico-ovalada, com 4 centímetros de comprimento, quando desenvolvida; de superfície fortemente esculpida e de coloração castanho-amarelada ou alaranjada, dotada de manchas mais ou menos escuras. Sua espiral é cônica e escalonada e seu ápice é pontudo. Seu lábio externo é engrossado e internamente denticulado; sendo longa e estreita sua abertura, dotada de um opérculo córneo, e curto o seu canal sifonal. A columela e lábio externo podem ser brancos a levemente rosados, com pequenas pústulas.